# Ожика гайова
{{#ifeq:0|0|{{#if:|{{#if:Luzulaluzuloides|[[]}}|}}}}
Ожика гайова, мохнатка гайова (Luzula luzuloides) — вид трав'янистих рослин з родини ситникових (Juncaceae), поширений у Європі крім сходу та островів.

## Опис
Багаторічна трав'яниста рослина 30–60 см заввишки. Рослина утворює дернину. Верхні листки довше суцвіття або дорівнюють йому, не ширше 4 мм. Суцвіття з нерівними гілочками, досить численними. Квітки на гілочках зібрані по 2–5 в головки. Листочки оцвітини ланцетні, гострі, білі.

## Поширення
Вид поширений у Європі крім сходу та островів; натуралізований у Великій Британії, Фінляндії, Норвегії, східній Канаді й східних США.
В Україні вид зростає в лісах — у Карпатах.

## Галерея

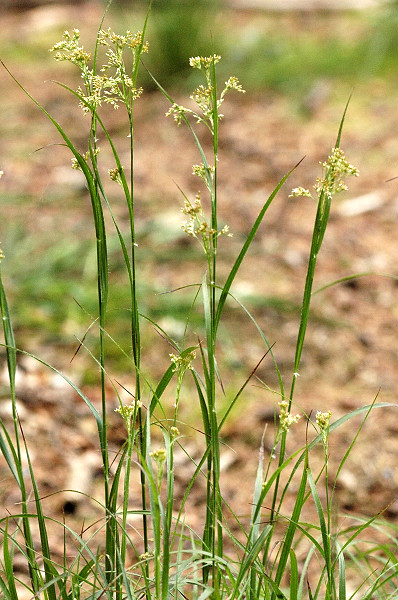
квітуча рослина
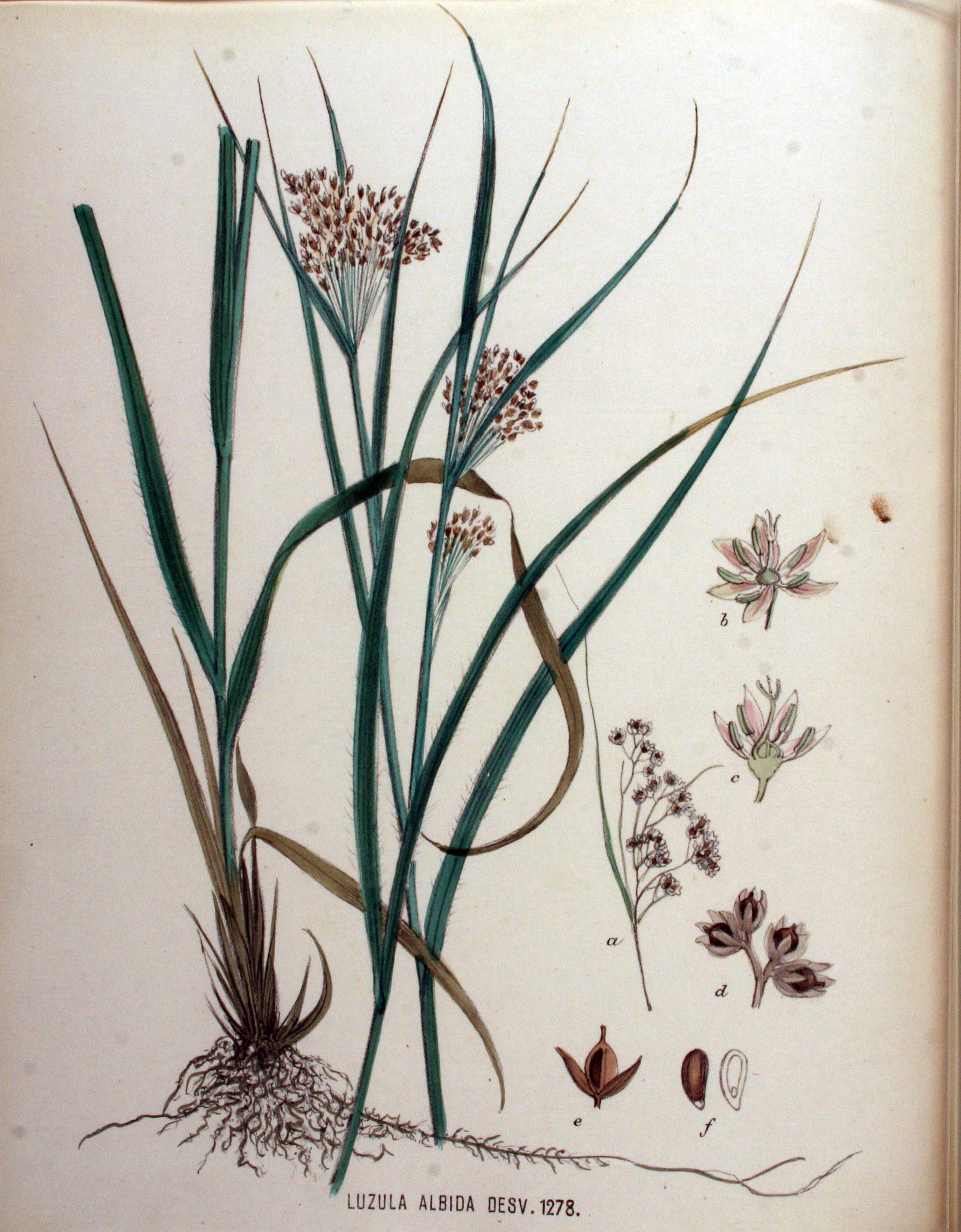
ілюстрація